# Cucullia extricata
Cucullia extricata är en fjärilsart som beskrevs av Walker 1857. Cucullia extricata ingår i släktet Cucullia och familjen nattflyn. Inga underarter finns listade i Catalogue of Life.